# Anchuelo
Anchuelo – miejscowość w Hiszpanii we wspólnocie autonomicznej Madryt, na wschód od Madrytu w comarce Alcalá.